# Sawitan
Sawitan is een bestuurslaag in het regentschap Magelang van de provincie Midden-Java, Indonesië. Sawitan telt 2815 inwoners (volkstelling 2010).